# Bólido sobre a Checoslováquia e Polónia de 1990
O bólido sobre a Checoslováquia e Polónia de 1990, meteoroide que roçou a atmosfera da Terra a 13 de outubro de 1990, também denominado EM131090, que tinha uma massa estimada de 44 kg entrou à atmosfera da Terra acima da Checoslováquia e Polónia e, após uns segundos, voltou ao espaço. As observações deste tipo de eventos são muito raras; este foi o segundo registado utilizando instrumentos científicos astronómicos (após o grande bólido diurno de 1972) e o primeiro em ser gravado desde duas posições distantes, o que permitiu o cálculo de várias de suas características orbitais. O encontro com a Terra mudou significativamente a sua órbita e, em menor medida, algumas das suas propriedades físicas (massa e estrutura de a sua capa superior).

## Observações
Três observadores independentes de cometas reportaram observações visuais: os astrónomos checos Petr Pravec, Pavel Klásek, e Lucie Bulíčková. Segundo os seus relatórios, o evento começou às 03:27:16±3 UT. O meteoro (bólido) brilhante observado movia-se desde o Sul para o Norte e deixou uma trajetória que foi visível durante aproximadamente 10 segundos.
A maioria dos dados sobre o encontro foi adquirida mediante observações fotográficas das câmaras da European Fireball Network, que traduzido literalmente corresponde à «Rede Europeia de Bólidos». Foi o primeiro caso deste tipo registado pelas câmaras desde dois lugares distantes, em Červená Hora e Svratouch (ambos no que hoje é a República Checa, que nesse então fazia parte da Checoslováquia), o que permitiu o cálculo das características orbitais do meteoroide por métodos geométricos. Ambos estavam equipados com objetivas olho de peixe que lhes permitiam cobrir todo o céu.
A imagem de Červená Hora resultou especialmente valiosa. Registou-se a trajetória do bólido ao longo de aproximadamente 110°, a partir de 51° sobre o horizonte sul, passando pelo zênite a só 1° para o Oeste para desaparecer a só 19° sobre o horizonte Norte (com o que cruzou, em consequência, ao redor do 60 % do céu). A sua câmara também estava equipada com um obturador giratório que interrompia a exposição 12,5 vezes por segundo e dividia a trajectória capturada do bólido, o que permitiu a determinação da sua velocidade. Nos últimos 4°, a velocidade angular do bólido era menor que a resolução do instrumento. A imagem de Svratouch registou a trajectória só para uns 15°, a partir de 30° sobre o horizonte Noroeste e o bólido na foto aparece bastante ténue. Apesar disto, os dados eram suficientes para os cálculos.
Gotfred M. Kristensen também detetou o bólido em Havdrup, Dinamarca, usando um registrador gráfico ligado a um receptor de rádio por 78 segundos, às 03:27:24±6 UT.

## Dados do encontro
O meteoroide roçou a atmosfera terrestre muito suavemente (em comparação com, por exemplo, o grande bólido diurno de 1972, que cruzou acima de Estados Unidos e Canadá). Fez-se visível a uma altura de 103,7 km ao sul de Zlín, Checoslaváquia, e só se acercou à superfície da Terra a 98,67 km ao Nordeste de Wrocław, Polónia, e desapareceu da vista das câmaras a uma altura de 100,4 km ao norte de Poznań, Polónia. Provavelmente continuou visível até que atingiu uma altura de 110 km acima do Sul do mar Báltico.
A magnitude absoluta do meteoro (a magnitude aparente que teria a uma altitude de 100 km no zênite do observador) foi de aproximadamente -6 e não variou significativamente durante o encontro. Viajou uma distância de 409 km em 9,8 segundos durante o tempo em que foi observado. Movia-se com uma velocidade de 41,74 km/s, que não mudou durante o voo. Jiří Borovička e Zdeněk Ceplecha do Observatório de Ondřejov na Checoslováquia estimaram que a desaceleração causada pela atrito da atmosfera foi de só o 1,7 m/s², cerca do perigeo (máxima aproximação à Terra) do bólido, o que significa que a sua velocidade se reduziu em só 0,012 km/s. Isto se corresponde bem com as simulações por computador proporcionadas por D. W. Olson, R. L. Doescher e K. M. Watson na Southwest Texas State University, que concluíram que o meteoroide praticamente não se freou ao longo da sua trajetória, com a excepção de um período muito curto cerca do perigeo, quando a deceleração foi de 1 m/s².
O software também calculou a magnitude aparente instantânea do bólido no solo. O computo começou e terminou com alturas de aproximadamente 250 km muito antes e muito após que as câmaras da European Fireball Network pudessem o observar. A sua magnitude aparente começou num valor de +5,7 e fez-se mais brilhante com bastante rapidez. O programa deu uma magnitude aparente de -5,7, quando o objeto foi visto por uma câmara e -6,3 no perigeo. O bólido posteriormente atenuou-se, com uma magnitude aparente de -5,4 quando foi visto por última vez pelas câmaras e com um valor calculado final de +6.0 a uma altura de 257 km. No entanto, estes valores não são do todo verdadeiros, já que o programa trabalhou com a suposição simplificada de que o rendimento luminoso do bólido não alterou para o longo da trajetória. A magnitude aparente inicial não está longe dos limites de visibilidade a simples vista. Por exemplo, ténues estrelas da magnitude +6 só se podem observar em áreas rurais escuras afastadas aproximadamente 150 km das grandes cidades. A modo de comparação, esta magnitude corresponde à magnitude aparente de Urano. Em seu ponto mais brilhante, o era várias vezes mais que o brilho máximo de Vénus.
| Parâmetros do bólido | Inicio                       | Perigeo                      | Fim                          |
| -------------------- | ---------------------------- | ---------------------------- | ---------------------------- |
| Velocidade           | 41.74 km/s                   | 41.74 km/s                   | 41.74 km/s                   |
| Altitude             | 103.7 km                     | 98.67 km                     | 100.4 km                     |
| Coordenadas          | 49° 03′ 00″ N, 17° 39′ 00″ L | 51° 21′ 00″ N, 17° 18′ 00″ L | 52° 40′ 59″ N, 17° 04′ 01″ L |
| Magnitude absoluta   | −5.6                         | −6.2                         | −6.1                         |
| Magnitude aparente   | −5.7                         | −6.3                         | −5.4                         |

## Características físicas
O meteorioide era um bólido tipo I —em outras palavras, uma condrito ordinária—. Quando entrou na atmosfera da Terra sua massa era de aproximadamente 44 kg, que se estimou sobre a base dos valores medidos de sua magnitude absoluta e sua velocidade. O meteoroide perdeu aproximadamente 350 g durante o encontro. As simulações por computador mostraram que começou a perder massa aproximadamente no momento em que se fez visível às câmaras da European Fireball Network a uma altura de 100,6 km. Perdeu massa durante 25 segundos, até que atingiu uma altura de 215,7 km. Sua superfície fundiu-se e se solidificou de novo após sair da atmosfera, o que significa que sua superfície se converteu numa típica corteza de fusão meteorítica.
O meteorito não foi perigoso para a vida na Terra. Ainda que tivesse-se dirigido para a superfície, o voo através da atmosfera provavelmente tê-lo-ia aquecido tanto que teria explodido muito acima do solo e só algumas partículas pequenas (meteoritos) poderia ter chegado à superfície da Terra.

## Orbita

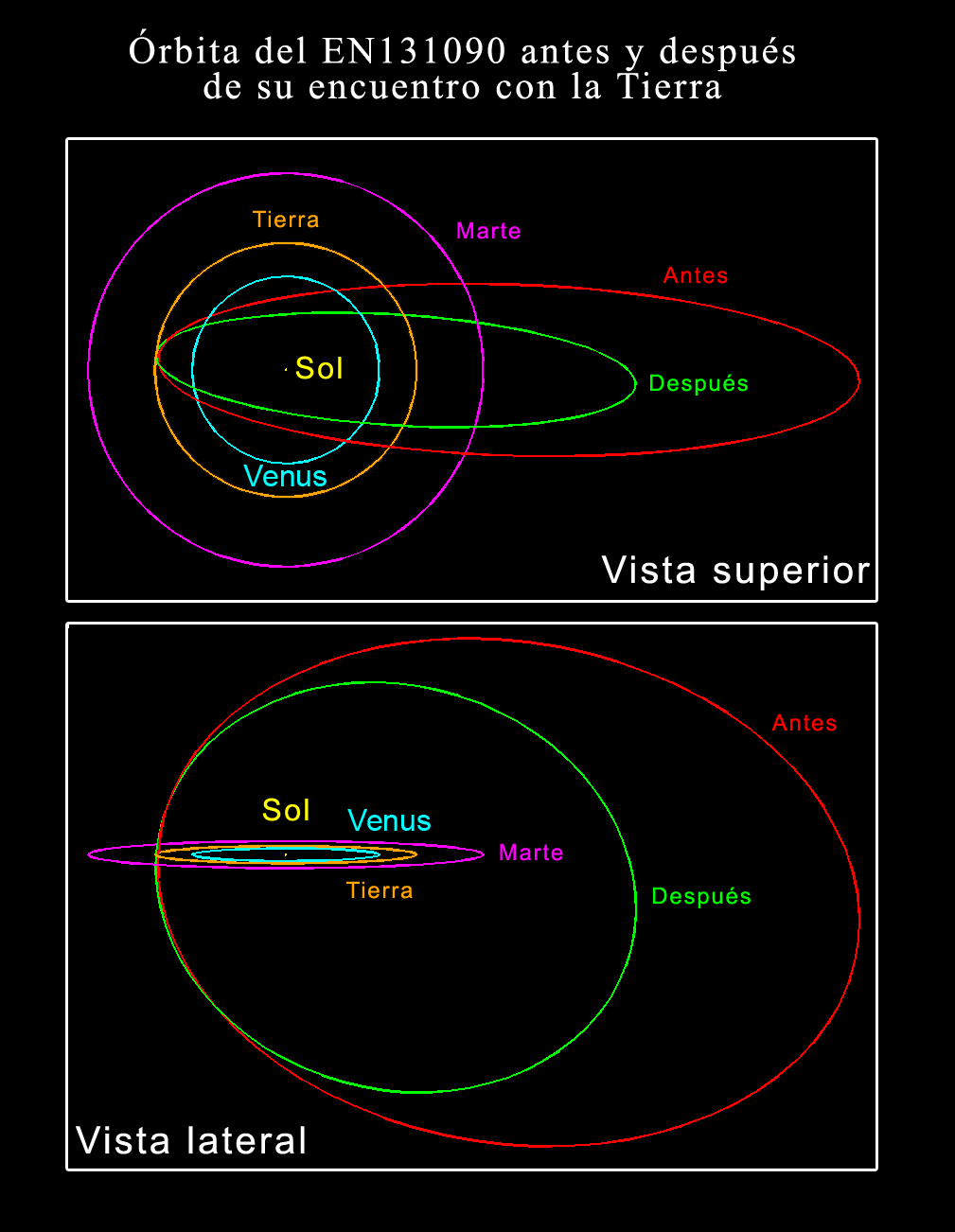
Orbita do meteoroide antes e após rolçar a atmosfera terrestre

Como o bólido foi gravado por duas câmaras da European Fireball Network, foi possível calcular a trajectória de seu voo através da atmosfera e também as características da sua órbita no sistema solar prévias e posteriores ao encontro. Os cálculos foram publicados pelos astrónomos checos Pavel Spurný, Zdeněk Ceplecha e Jiří Borovička do Observatório de Ondřejov, que se especializam na observação de meteoros. Demonstraram que o encontro mudou a órbita do meteoroide significativamente. Por exemplo, seu afélio —o ponto mais longínquo ao Sol que atinge em sua deslocação ao redor do mesmo— e seu período orbital reduziram-se a quase a metade de seus valores originais.
| Características orbitais   | Antes do encontro  | Após o encontro    |
| -------------------------- | ------------------ | ------------------ |
| Semieixo maior             | 2.72 ± 0.08 UA     | 1.87 ± 0.03 UA     |
| Excentricidade orbital     | 0.64 ± 0,01        | 0.473 ± 0.009      |
| Perihelio                  | 0.9923 ± 0.0001 UA | 0.9844 ± 0.0002 UA |
| Afélio                     | 4.45 ± 0.15 UA     | 2.76 ± 0.07 UA     |
| Argumento do periastro     | 9.6 ± 0.1°         | 16.6 ± 0.2°        |
| Longitude do nó ascendente | 19.671°            | 19.671°            |
| Inclinação orbital         | 71.4 ± 0.2°        | 74.4 ± 0.2°        |
| Período orbital            | 4.5 ± 0.2 anos     | 2.56 ± 0.06 anos   |

## Eventos similares
Ainda que as entradas de meteoroides na atmosfera da Terra são muito comuns, a gravação de um voo similar através das capas superiores da atmosfera é bastante rara. Provavelmente, a primeira delas verificada de forma fiável ocorreu a 20 de julho de 1860 acima do estado estadounidense de Nova York. A bola de fogo da Checoslováquia e Polónia às vezes compara-se com o grande bólido diurno de 1972 acima de Utah, nos Estados Unidos, e Alberta, em Canadá, que é o primeiro evento cientificamente observado e estudado deste tipo. O bólido de 1972 foi mais mil vezes em massa e chegou 40 km mais para perto de a superfície da Terra. Os dados observacionais de ambos ajudaram a desenvolver um método para calcular as trajectórias de ditos corpos, que mais tarde foi utilizado no cálculo da trajectória de outro meteorito que roçou a atmosfera da Terra observado a 29 de março de 2006 acima do Japão.